# 리시홍

리시홍은 독일 주재 조선민주주의인민공화국의 대사이다.

## 생애
외무성에서 유럽 담당으로 근무하고 있었으며, 2006년에는 영국 대사대리로 활동하고 있었다. 2011년에 독일 대사로 발령이 나서 근무하게 되었다. 2016년 4월 경에는 북한으로부터 본국 소환령이 떨어져 귀국하였으며, 조선민주주의인민공화국 외무성은 이에 새로운 독일 대사 후보자 아그레망을 독일 외무청에 송부하였다. 그러나 독일 외무청은 별다른 설명 없이 두 차례 아그레망 인준을 거부하였고, 리시홍 대사는 다시 독일로 돌아가 2017년까지 근무하게 되었다. 이후 박남영 대사의 아그레망이 접수되면서 독일을 다시 떠나게 되었다.